# Baja California (Chiapas)
Baja California es una localidad del estado mexicano de Chiapas. Es parte del municipio de Jiquipilas.

## Demografía
| Gráfica de evolución demográfica |
|                                  |

| Censo | Población |
| ----- | --------- |
| 1940  | 421       |
| 1950  | 537       |
| 1960  | 581       |
| 1970  | 698       |
| 1980  | 697       |
| 1990  | 894       |
| 2000  | 812       |
| 2010  | 935       |
| 2020  | 1 091     |